# Круизус, Йеда
Йеда Рорато Круизус (порт.-браз. Yeda Rorato Crusius; род. 26 июля 1944, Сан-Паулу) — бразильский политический и государственный деятель. Бывший губернатор штата Риу-Гранди-ду-Сул с 1 января 2007 года по 1 января 2011 года. Она стала первой женщиной, избранной на пост губернатора этого штата.

## Политическая карьера
В 1990 году она вступила в Бразильскую социал-демократическую партию. После победы над фаворитом гонки Оливиу Дутрой она стала первой женщиной, избранной на пост губернатора штата Риу-Гранди-ду-Сул, пребывая в этой должности с 1 января 2007 года по 1 января 2011 года.

## Судебные дела
Круизус обвинялась в экологических преступлениях во время её пребывания на посту губернатора штата Риу-Гранди-ду-Сул, но была оправдана судьёй Жилмаром Мендешом. Также против неё возбуждались уголовные дела о предполагаемой коррупции и отмывании денег в 2006 и 2010 годах с участием корпорации «Novonor». Эту корпорацию обвиняли в финансировании избирательной кампании Круизус в Конгресс Бразилии. В 2019 году Третий федеральный суд округа Санта-Марии (штат Риу-Гранди-ду-Сул) признал её виновной в административных правонарушениях по делу о мошенничестве, в котором участвовали Государственный департамент транспорта штата Риу-Гранди-ду-Сул, Фонд поддержки технологий и науки, а также Фонд развития образования и культуры.

## Личная жизнь
Круизус окончила экономические факультеты Университета Сан-Паулу и Вандербильтского университета. С 1970 года она живёт в Порту-Алегри, где вышла замуж за Карлоса Аугусто Круизуса. Также Круизус написала собственную автобиографию.